# ターボ (ゲーム)
『ターボ』 (TURBO) は、1981年10月にセガが発売したアーケードゲーム。
フォーミュラーカーを題材としたカーレーシングゲームで、当時導入され始めた実在マシンのエンジン機構であるターボチャージャーから題をとっている。

## ゲームシステム
タイトーの『スピードレース』から多くを受け継いだ同社『モナコGP』に奥行を持たせた俯瞰視点での疑似3D化。内側奥行の見通しが異なるコーナリング面の追加などでオリジナリティを出し、スピードレース系ゲームシステムの最終進化版ともとれる作品。同社「体感ゲーム」以前の皮切りである、これまでのゲームの3D視点化（サブロック3D、ズーム909など同様）への先駆的作品。
以下に「モナコGP」との差分を挙げる。

### 共通点
通常面では車を操作してカーブの無い道をひたすら走るといった単純なルール。ステアリング、2速シフトレバー、アクセルペダルで車の操作を行う。ブレーキペダルはない、アクセル踏み込み割合に応じたエンジンブレーキ方式。
ローギアでは加速度的に手前周辺までしか車は進まないがハイギアで車はより奥の画面中央へ進み、アザーカーとの視界リーチ分猶予が狭まることによってアザーカーを反射的に避けるゲーム性の難度調整を図っている。
敵車に接触したりコースアウトをするとミス。発進よりやりなおしとなり、タイムと順位をロスする。制限時間と画面上部に順位枠が設けられており、制限時間内に5位に達していればゲームが続行、ゲーム終了時にファンファーレが鳴る。
コースシーン1は常に一直線。道の画面のより方により、高速コーナーの表現としている。トンネルやスリップゾーン、悪路と変化に富んでいる。
後方よりレーシングカーより速いリリーフカー（救急車）が通過するのも特徴のひとつ。

### 相違点
先にあるとおり、俯瞰視点での疑似3D化による奥行の表現化、情景バリエーションの拡充からなり、両脇にそびえる木やビル群が奥から手前へ流れるように脇を横切り、ただ縦横相応に拡大するのではなく、一定に縦に伸びた後背丈が変化しないように横切り、臨場感が増した表現力となっている。
面構成はゲームスタート初期段階より、通常面（市街→バンプ→海岸線）からコーナー面（右コーナー面1→見通しの悪い右コーナー面2）からなり、その後は通常面とコーナー面のバリエーション違い（海岸線→トンネル→スリップゾーン→トンネル→左コーナー面1左コーナー面2）となる。
制限時間消化後、順位メーター上20位枠中5位のグリーンゾーンまでに入っていればボーナス得点加算後タイムが99まで加算。残機制となり、接触した時点でミスとなる。残機とタイムが無くなるとゲーム終了、上位5位までのスコアがランクインされ、ネームエントリー画面となる。
順当に第一段階のタイムと順位消化する頃には二順目の内側壁、外側海の疑似3D視点をより立てたパース配置にしたようなコーナークリア面2となる。それが終わると通常面にもどり、タイムと残機消化まで夕焼け→夜間→昼間と節ごとに情景が変化していく。
ミスをするとミス地点によって前述の面構成から1 - 2節戻った場所からの面パターンとなり、ノーミス時とは異なったパターンでの面構成となる。

## 筐体
コックピットタイプと、立って操作するアップライト版が存在する。アップライト、コックピット共にエンジン音と連動し、回転数に応じて稼働するバックライト装備であるタコメーターが臨場感を演出している。
日本での普及は海外と比べ、コックピット版が多く、同時期発売のナムコ『ポールポジション』と比較するとゲームシステム的に二分する形となり、多く出回っていた節もあり、『ターボ』の出回りは先代の『モナコGP』ほどではなかった。
筐体モチーフはF1カーが描かれているが差分がある。

## コンシューマー移植版
コレコビジョン版（1982年）
プレイ時間が長時間となるコンシューマ版では順位台数枠が41台と増加。グリーンゾーン順位枠は10位以内となっている。
インテレビジョン版（不明）
Atari2600版（実売2010年8月）
当時本作の版権を取得していたコレコより1983年発売予定としていたが、80パーセント完成としていたところで、発売中止となった。2010年8月よりAtariAge Storeで少量ながら販売された。